# ناحیه بغلیه
ناحیه بغلیه (به عربی: دائرة بغلیة) یک ناحیه در الجزایر است که در استان بومرداس واقع شده‌است. ناحیه بغلیه ۳۸٬۰۴۶ نفر جمعیت دارد.